# 奧武爾山
48°32′20.2″N 24°00′07.3″E / 48.538944°N 24.002028°E

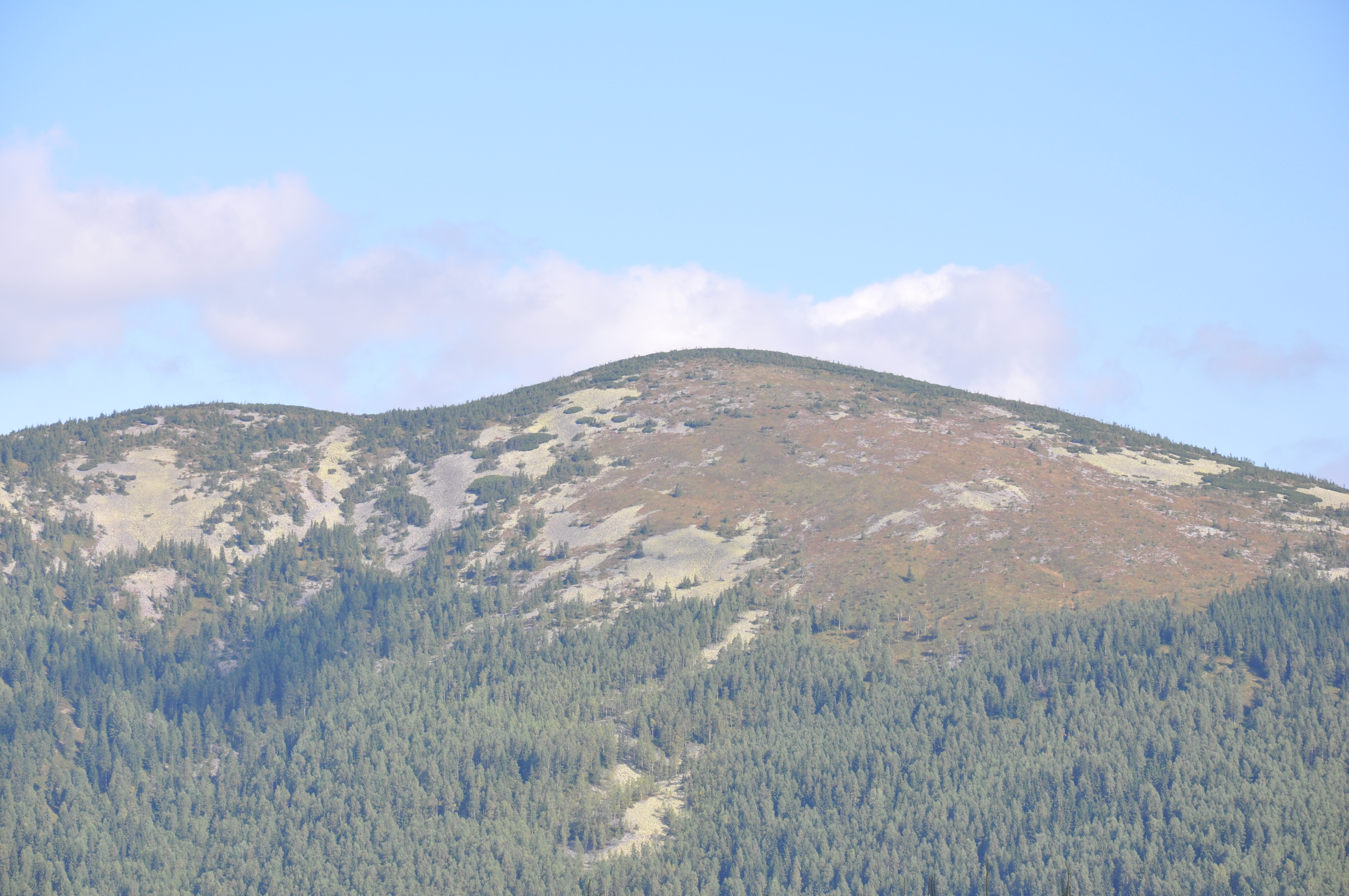

奧武爾山是烏克蘭的山峰，位於該國西部，處於伊萬諾-弗蘭科夫斯克州，屬於烏克蘭喀爾巴阡山脈中戈爾加內山脈的一部分，海拔高度1,609米。